# Anna Puławska
Anna Puławska (Mrągowo, 7 de fevereiro de 1996) é uma canoísta polonesa, medalhista olímpica.

## Carreira
Puławska conquistou a medalha de prata nos Jogos Olímpicos de Verão de 2020 em Tóquio na prova de K-2 500 m, ao lado de Karolina Naja, com o tempo de 1:36.753 minuto. Na mesma edição, conseguiu o bronze com Naja, Justyna Iskrzycka e Helena Wiśniewska no K-4 500 m feminino com a marca de 1:36.445 minuto.